# Commanderij van Sint-Jan (Montfoort)
De Commanderij van Sint-Jan (ook: Commanderie van Sint Jan) is een voormalige commanderij van de Orde van Sint-Jan aan de Hofstraat 3-5 in de Nederlandse plaats Montfoort. Het gebouw is een rijksmonument en is tegenwoordig in gebruik als feestzaal voor bruiloften en partijen.

## Commanderij
De commanderij werd gesticht in 1544 door balijer Bernard van Duven en bestond oorspronkelijk uit een kapel, kloostergang en een commandeurswoning. Tot eerste commandeur benoemde hij Gerrit Zas. De gebouwen zijn opgetrokken in laatgotische stijl met versieringen in renaissance-stijl. De architecten kunnen niet met zekerheid worden achterhaald. Willem Noort en Cornelis Frederiksz worden genoemd. De commanderij is slechts korte tijd in gebruik geweest en werd in 1630 geseculariseerd.

## Grutterij
In de 18e eeuw kwam de commanderij in particuliere handen en werd in gebruik genomen als grutterij, een plaats waar het graan wordt gebroken en opgeslagen. Door de trillingen van het malen verslechterde de staat van het gebouw. Als gevolg hiervan stortte in 1965 de kloostergang in. Rond deze tijd werd ook de commandeurswoning afgebroken en vervangen door nieuwbouw. In 1966 werd een start gemaakt met de restauratie van de kloostergang. Hierbij werden een aantal verdwenen onderdelen teruggebracht, waaronder het trapgeveltje en het venster met zandstenen omlijsting.

## Kapel
De kapel werd in 1971 aangekocht door de gemeente Montfoort, waarna in 1975 gestart werd met de restauratie. Op 16 oktober 1976 vond de officiële opening plaats. Hier hing ook het Altaarstuk van Montfoort. Boven de ingang bevindt zich een fronton met daarop afgebeeld het hoofd op een schotel van Johannes de Doper.

## Afbeeldingen

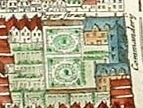
De commanderij op een kaart van Joan Blaeu uit 1649
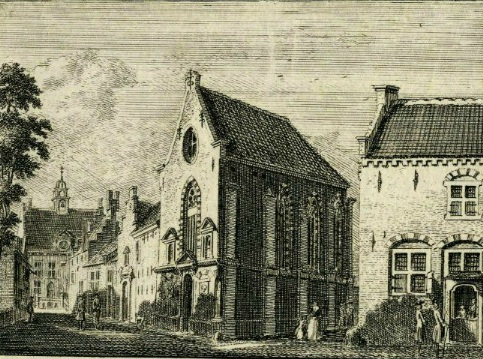
De commanderij op een prent uit 1746
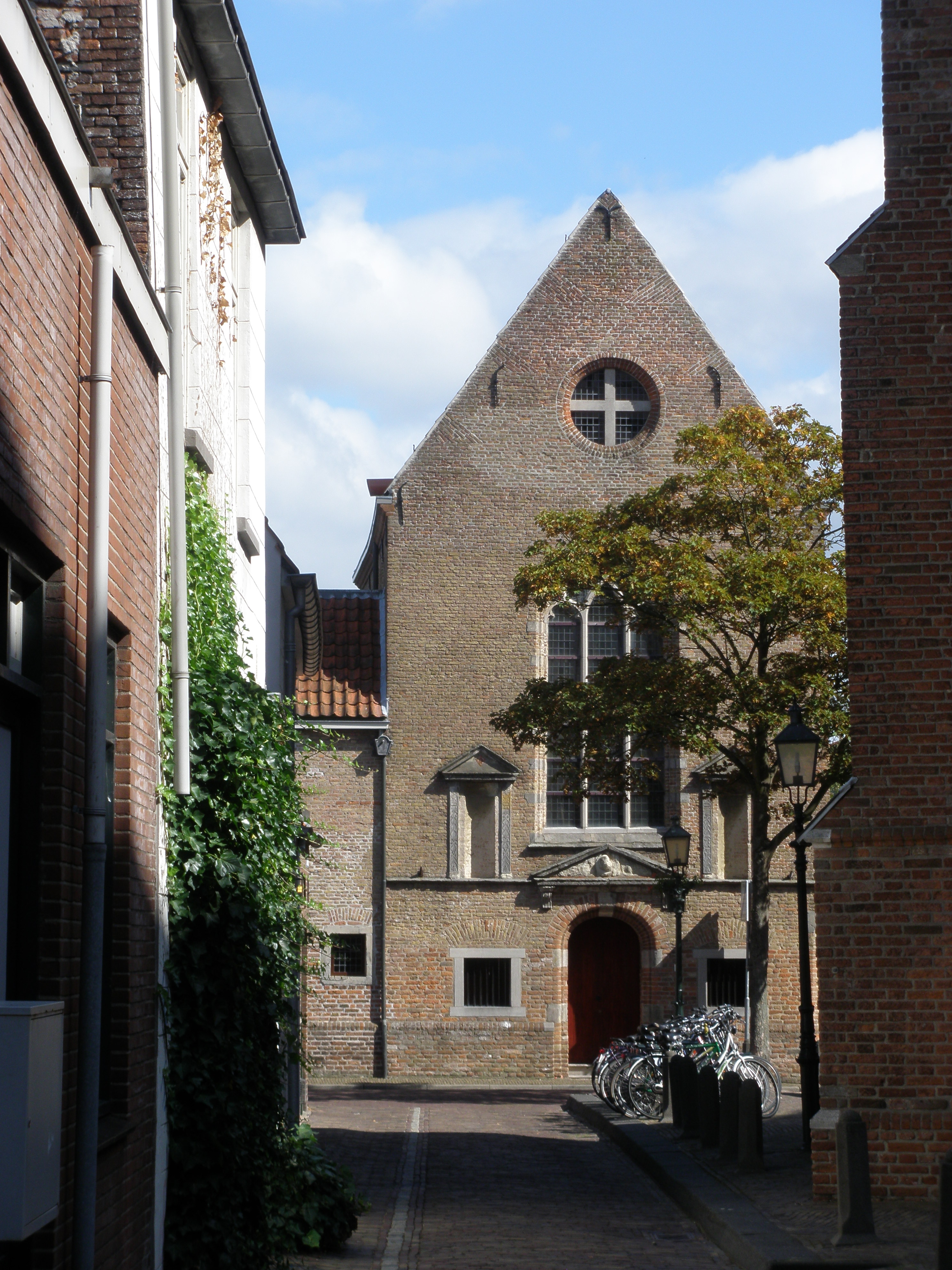
De kapel
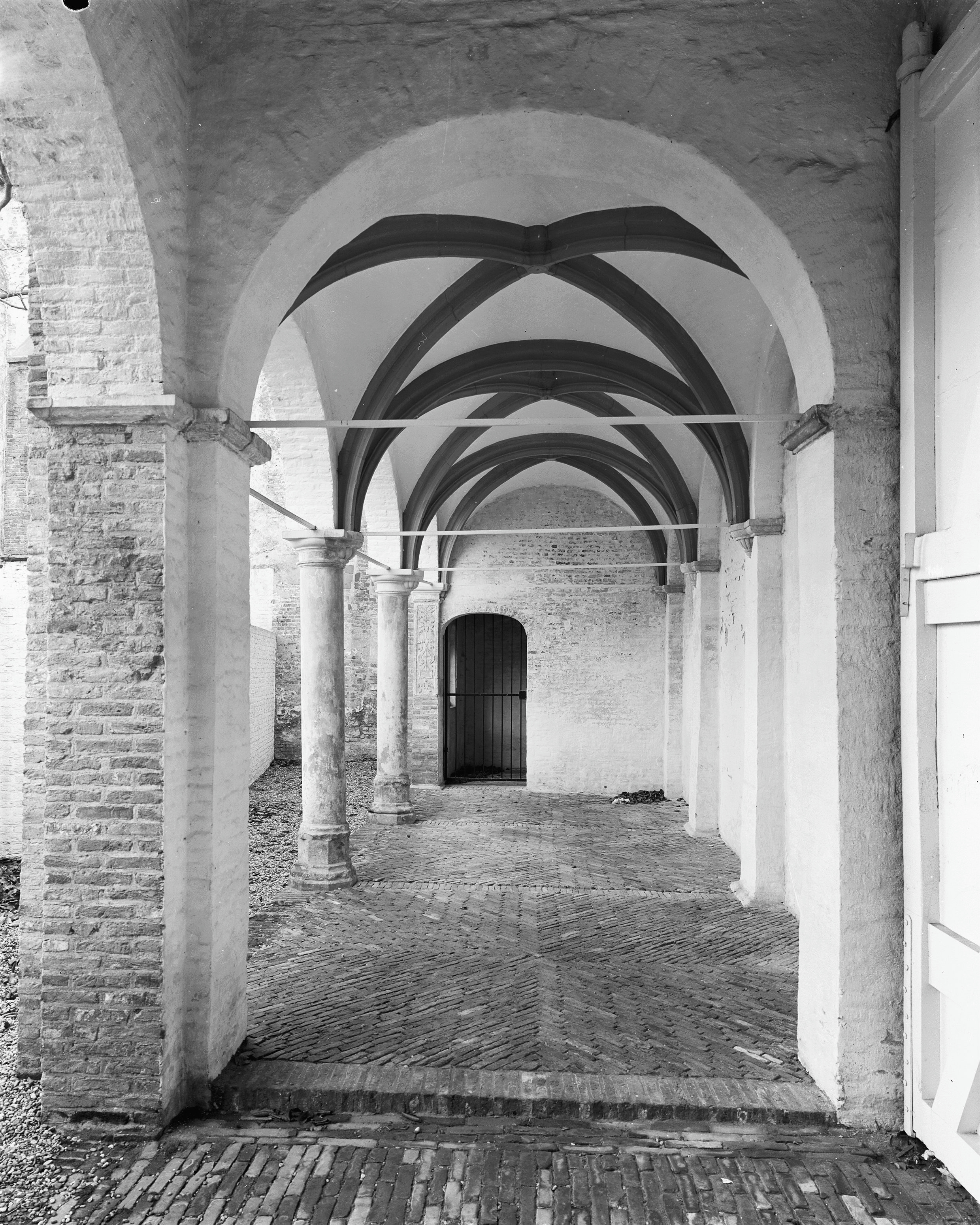
De kloostergang
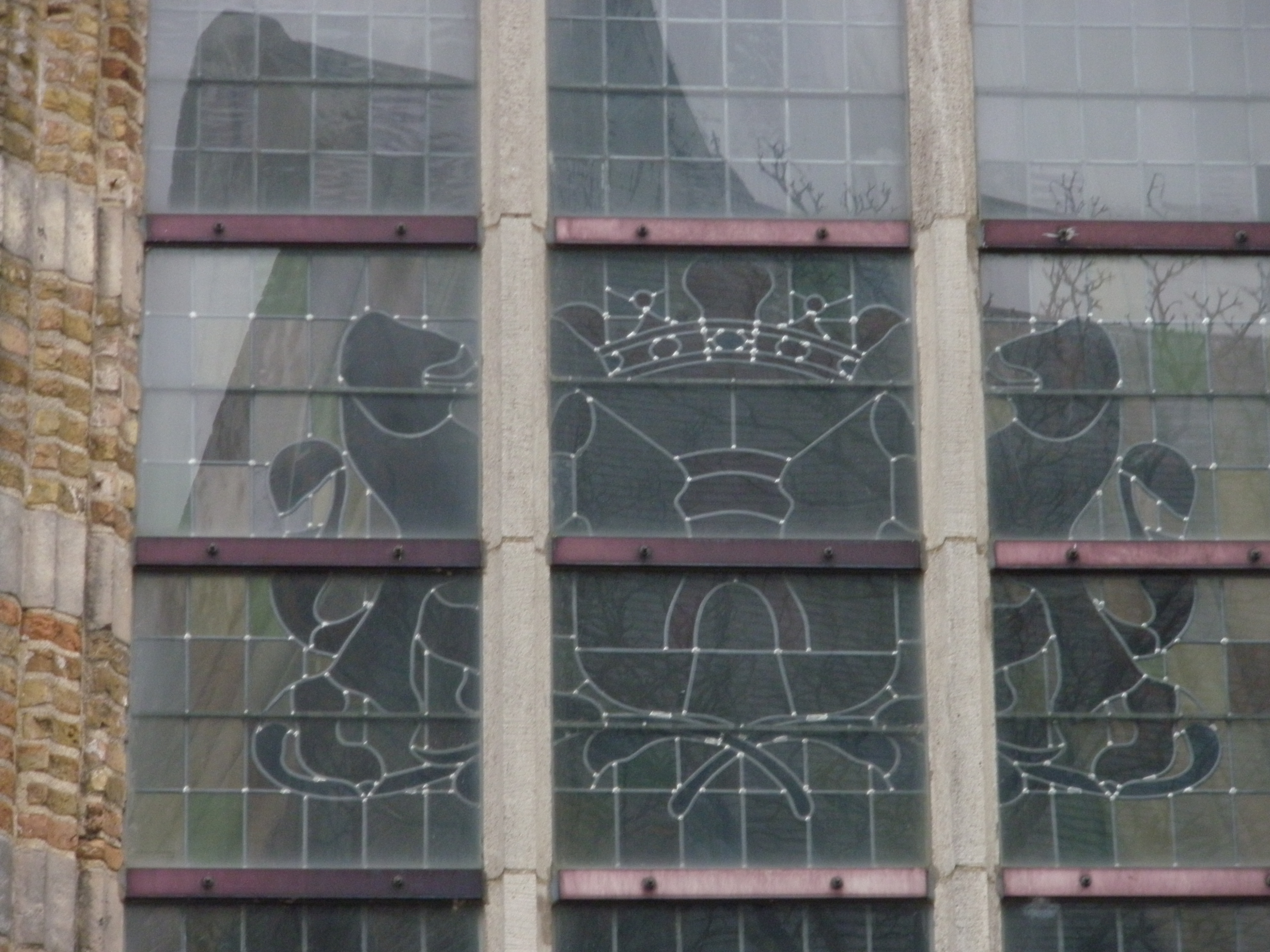
Het wapen van Montfoort in het raam